# Águia Futebol S/S Ltda.
O Águia Futebol S/S Ltda foi um clube de futebol brasileiro da cidade de Mandaguari, no estado do Paraná. Suas cores são azul e branco.
O clube foi fundado em 2000 com o nome de Águia Futebol Mandaguari e atualmente possui um Centro de Formação e Treinamento na cidade de Londrina (PR).
A principal conquista da equipe foi o título do Campeonato Paranaense da Terceira Divisão de 2001.